# Landmannaleið
Die Landmannaleið  ist eine Hochlandstraße  im Süden von Island.
Sie wird auch Dómadalsleið genannt.
Die Landmannaleið zweigt im Westen vom Landvegur  ab und verläuft nördlich der Hekla.
Nach 51 km erreicht diese Piste nördlich des Frostastaðavatn die Fjallabaksleið nyrðri , die früher Landmannaleið genannt wurde.
Eine alternative Strecke, die über die Landmannahellir führt, ist im Straßenverzeichnis jetzt nicht mehr aufgeführt.
Als Hochlandstraße wird diese nach dem Sommer als unbefahrbar (Ófært) eingestuft.
Im Frühjahr zur Schneeschmelze ist es dann verboten hier zu fahren und erst im nächsten Sommer wieder für Allradfahrzeuge freigegeben.
Die Landmannaleið wurde in den letzten Jahren zwischen dem 18. Juni und 3. Juli wieder geöffnet. 

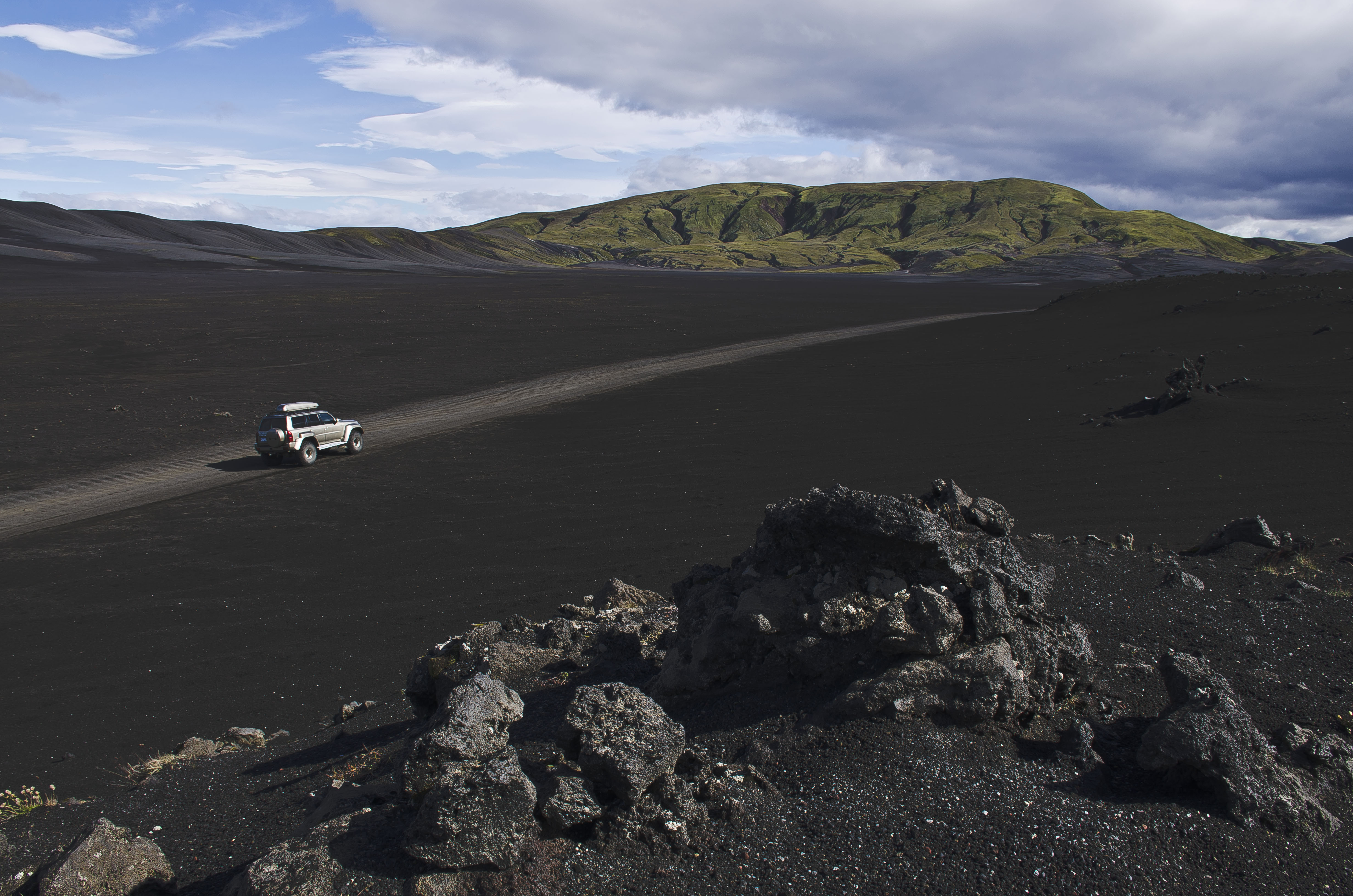
Landmannaleið
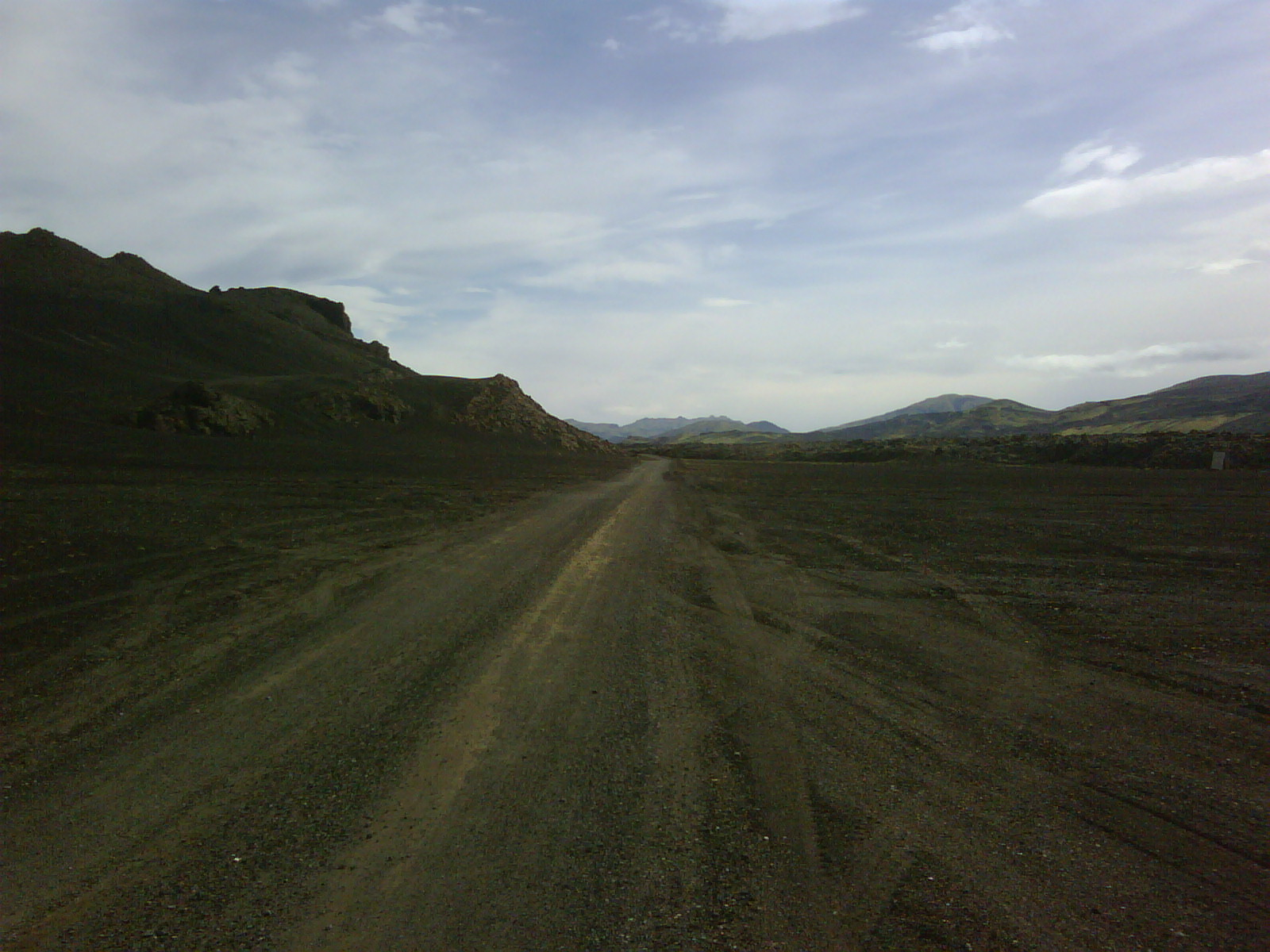
F225